# Тръноопашатки
Тръноопашатките (Oxyurinae) са едно от деветте подсемейства включени в семейство Патицови (Anatidae).

## Класификация
Подсемейство Тръноопашатки
- Род Biziura
  - Biziura lobata (Shaw, 1796)
- Род Heteronetta
  - Heteronetta atricapilla (Merrem, 1841)
- Род Тръноопашати потапници (Oxyura)
  - Oxyura australis Gould, 1836
  - Oxyura dominica (Linnaeus, 1766)
  - Oxyura ferruginea (Eyton, 1838)
  - Американска тръноопашата потапница (Oxyura jamaicensis) (J. F. Gmelin, 1789)
  - Тръноопашата потапница (Oxyura leucocephala) (Scopoli, 1769)
  - Oxyura maccoa (Eyton, 1838)
  - Oxyura vittata (Philippi, 1860)
- Род Nomonyx
  - Nomonyx dominicus (Linnaeus, 1766) = Oxyura dominica